# Het Cultuurgebouw
C. is een complex in Hoofddorp waarin meerdere, voornamelijk culturele instellingen, zijn gehuisvest. Het opende in 2010 zijn deuren.
C. is gevestigd aan het Raadhuisplein in Hoofddorp naast het raadhuis van de gemeente Haarlemmermeer. Voorheen stond er op de plek van C. het gebouw van Schouwburg De Meerse en de culturele leerschool met dezelfde naam, na 2004 afgesplitst van De Meerse en onder de naam PierK verder gegaan. 
C. wordt omschreven als het podium voor Haarlemmermeer.

## Het gebouw
In 2005 won architectenbureau Kraaijvanger Urbis uit Rotterdam de opdracht voor het herbouwen en bouwen van C.. Het plan om de bibliotheek, PierK en De Meerse in een gebouw samen te plaatsen kwam uit de gemeente en de organisaties. Begonnen werd in 2008 waarbij Kraaijvanger Urbis koos voor een 'Engineer & Build model' waarbij de gemeente Haarlemmermeer van opdrachtgever, aannemer werd van het project. De schouwburg en PierK verhuisde tijdelijk naar andere locaties in Hoofddorp en beide, bestaande gebouwen werden samengevoegd in het nieuwe cultuurgebouw. De voormalige ingangen van beide, aparte gebouwen is verdwenen, de rest van de voormalige gevels en het binnenste interieur van PierK is behouden en nog steeds zichtbaar. 
De hoofdingang aan het Raadhuisplein brengt de bezoeker door een smallere, overdekte passage naar het cultuurplein en de ingang van Kunstencentrum, de kassa's en entree van Theater C.. Naast het Kunstencentrum is de bibliotheek Haarlemmermeer gevestigd. De bibliotheek heeft van binnen C. en aan de buitenkant een ronde vorm die is bekleed met groen koper. De bibliotheek heeft drie verdiepingen en huisvest ook de kantoren van de bibliotheek Haarlemmermeer. 
Naast de bibliotheek bevindt zich poppodium C.. Dit gebouw is aan de binnenzijde van C. en aan de buitenkant gebouwd als een strakke, vierkante doos van metaal en glas. Het poppodium is voornamelijk gericht op jongeren en heeft een grote en kleine zaal waar zowel scholen als artiesten optreden. Tussen het poppodium en de bibliotheek bevindt zich ook een café, die in handen van het poppodium is, maar wel een aparte ingang en ook buiten openingstijden van het poppodium geopend is. 
Alle gebouwen zijn verbonden en komen bijeen in het centraal gelegen 'cultuurplein'. Een groot, ook overdekt, plein dat de gebouwen verbindt en waar zelf regelmatig culturele evenementen plaats vinden die niet in een van de instellingen worden georganiseerd. Zo wordt het jaarlijkse peuterfestival hier georganiseerd en vele muziekevenementen. Ook tijdelijke tentoonstellingen worden hier veelal gehuisvest. 
Tussen het Kunstencentrum en de bibliotheek, en Het poppodium en het theater bevinden zich ook nog twee entrees naar C. die beide direct op het centrale cultuurplein uitkomen. Boven de ingang tussen het poppodium en de schouwburg bevindt zich de tweede, kleine zaal van het theater. De oude afgesloten brug die de vroege schouwburg met het oude Kunstencentrum gebouw verbond is opengelaten en bevindt zich boven Het Cultuurplein. De brug is in 2016 vernoemd naar Jan Rijpkema, een lokaal journalist uit Haarlemmermeer die enkele maanden later aan leukemie in datzelfde jaar stierf. Hij zette zich naast journalistiek ook in voor het behoud van lokaal erfgoed en cultuur.
In C. zijn ook het podium voor architectuur, de speel-o-theek en een filiaal van restaurantketen De Beren gevestigd. Het podium voor architectuur bevindt zich tussen de speel-o-theek en Kunstencentrum en bevindt zich in de voormalige entree van het oude Kunstencentrum gebouw. De Speel-O-Theek en De Beren bevinden zich in het gebouw naast de hoofdingang aan het raadhuisplein en beschikken over een eigen ingang aan de buitenzijde.

## Stichting C.
De bibliotheek, het theater, het poppodium, het podium voor architectuur, het Café en Kunstencentrum zijn naast dat ze verbonden zijn in een gebouw, ook verbonden in een samenwerking en stichting onder de naam C.. 
C. doet naast het aanbieden van verschillende evenementen, ook op wens van de gemeente in 2005, aan het verhuren en exploiteren van zijn ruimtes aan verschillende andere partijen als onder andere amateurvoorstellingen, onderwijsinstellingen, bedrijven, congressen en maatschappelijke instellingen.
De Speel-O-Theek en De Beren zijn de enige in het gebouw die beiden niet verbonden zijn aan de stichting C.' of een samenwerking hebben met een van de andere gevestigde instellingen. C. exploiteert het voormalige restaurantgedeelte van het theater, aan De Beren.

## Galerij

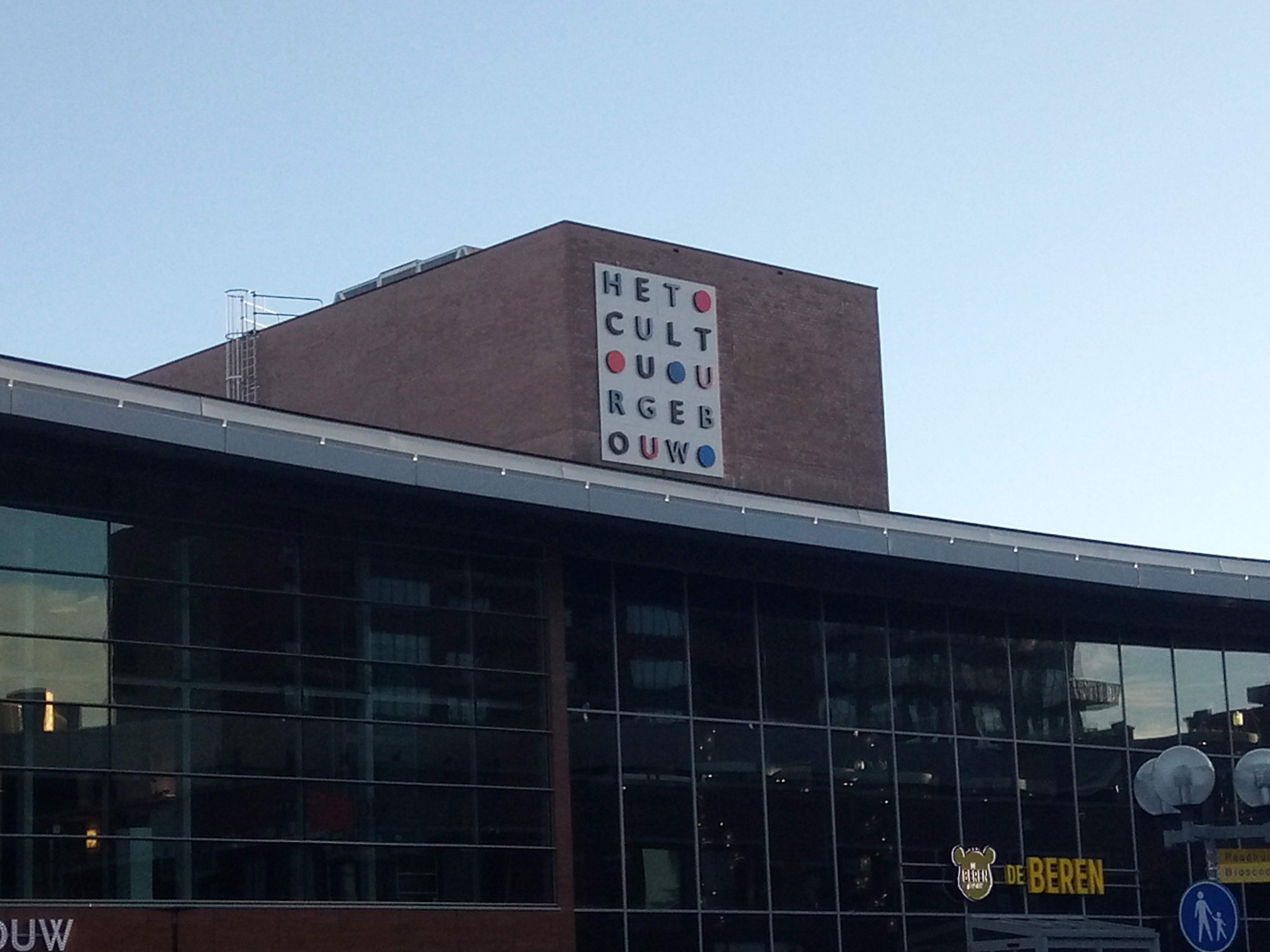
Oude Logo van C. aan de gevel is ondertussen vervangen.
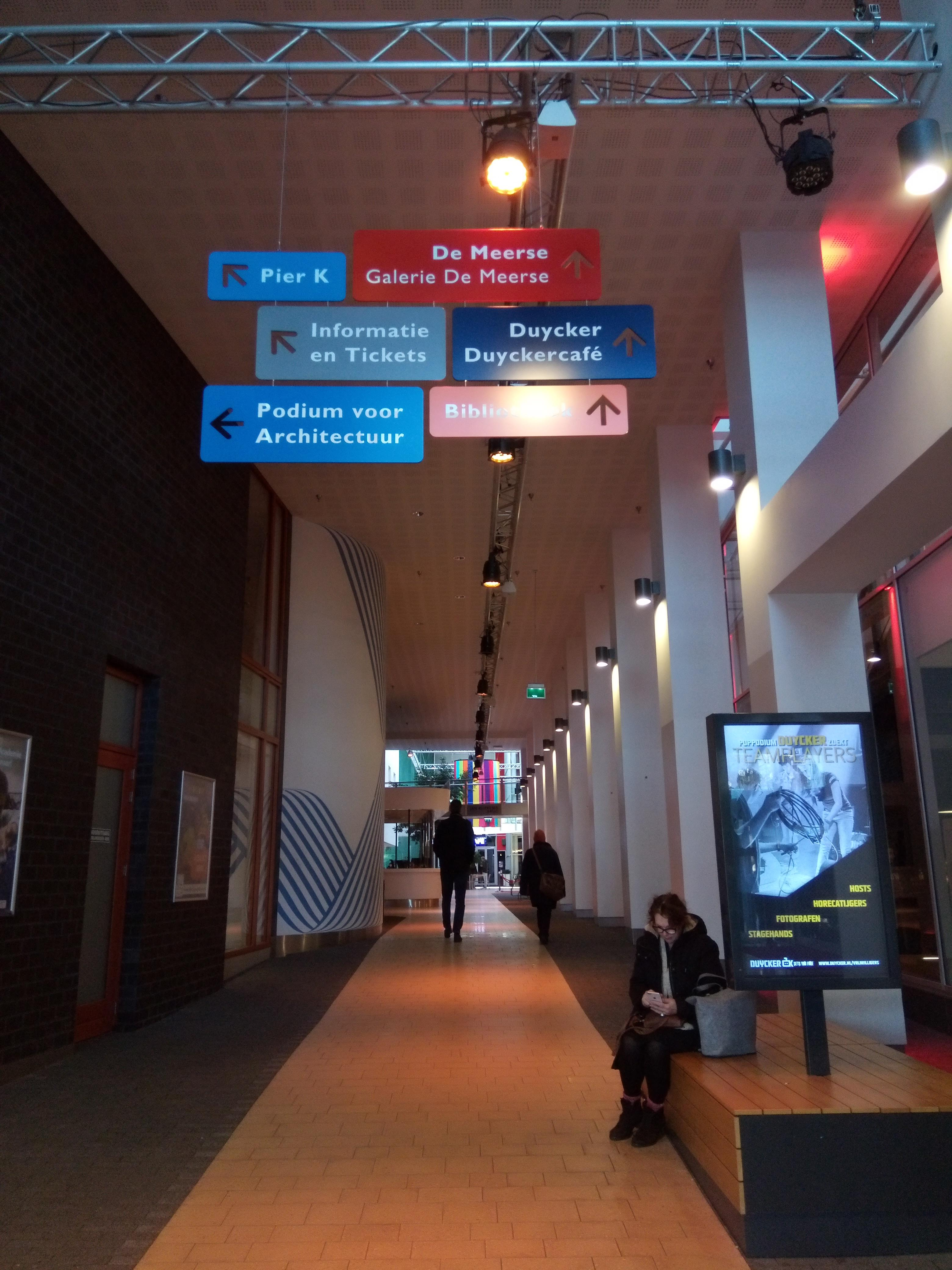
De passage van C. in Hoofddorp
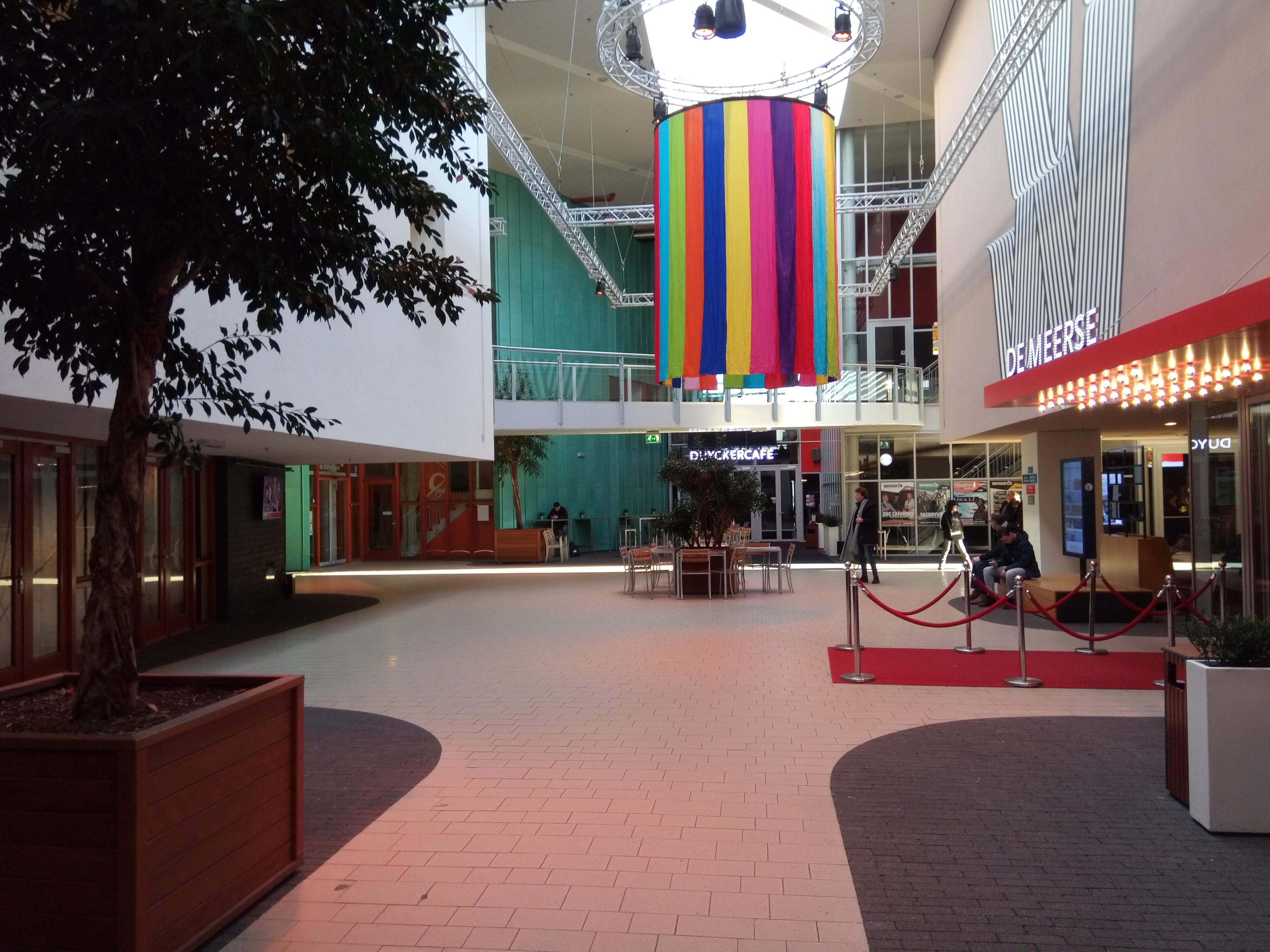
Cultuurplein
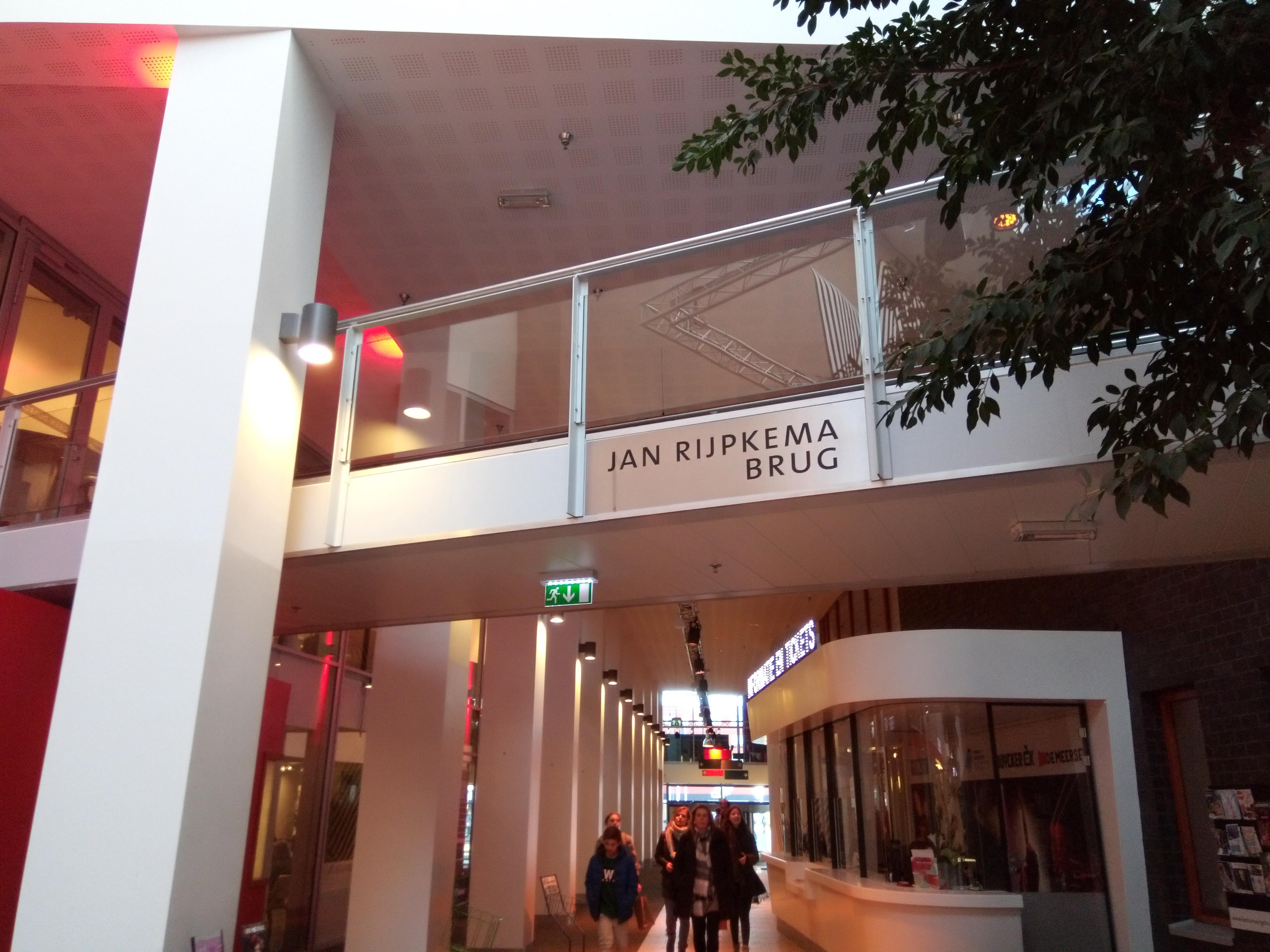
De Jan Rijpkema Brug
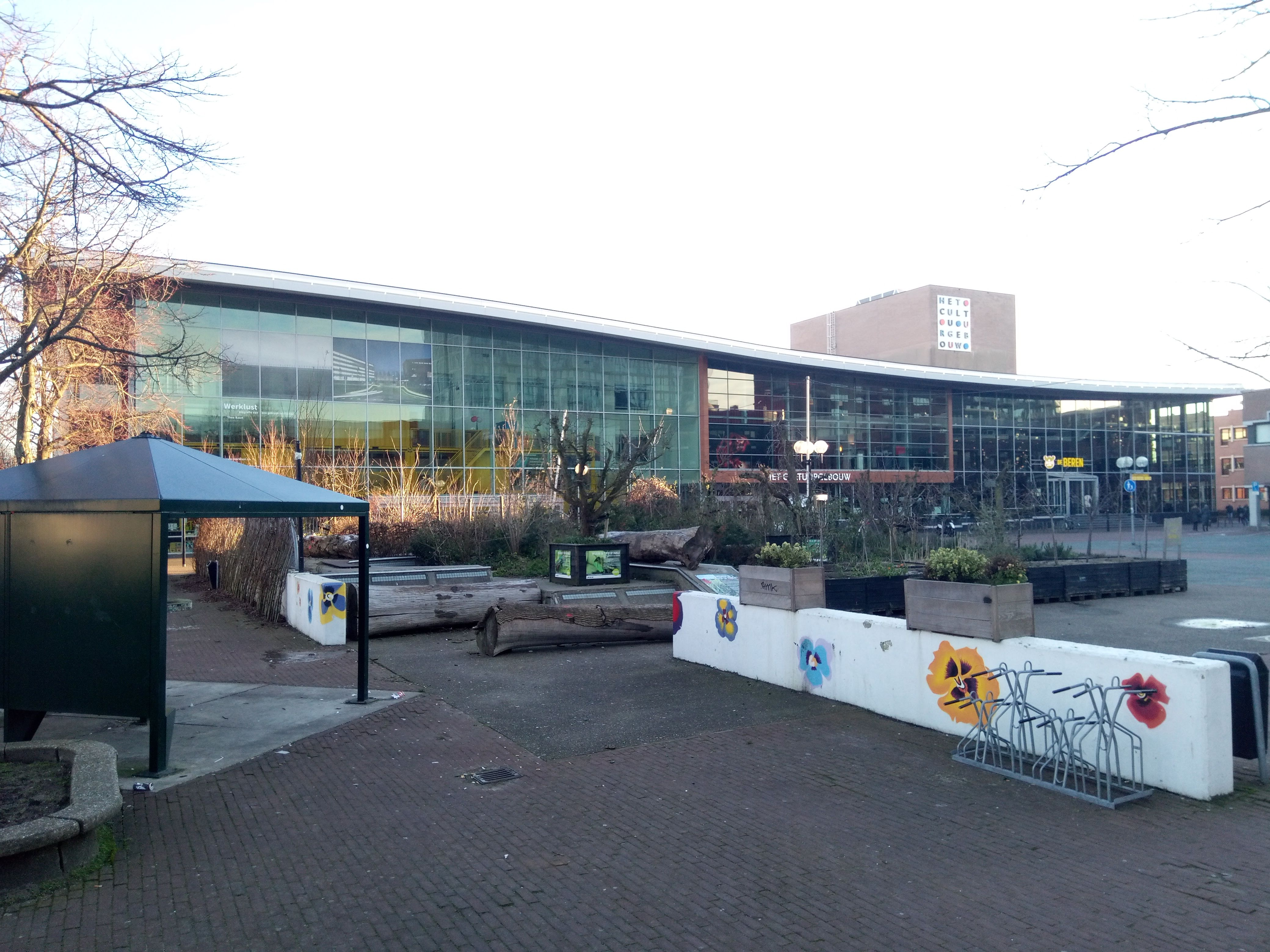
Buitenkant van het gehele gebouw aan het raadhuisplein